# Сондерс, Деро А.
Деро А. Сондерс (англ. Dero A. Saunders; 1914—2002) — американский журналист и антиковед.

## Биография
Родился в городе Старквилль, штат Миссисипи. Закончил Дартмутский университет и работал главным редактором журнала «Форбс» с 1960—1981 годы, а затем вел там свою колонку до 1999 года.
В 1957 году, ещё работая репортером для журнала «Fortune», он единственный смог взять и опубликовать интервью с одним из самых богатых американских бизнесменов Дэниэлом Людвигом, который вообще не общался с прессой.
Вместе с Джоном Коллинзом (John H. Collins) он перевёл «Римскую историю» Теодора Моммзена. Он также известен сокращённой версией труда Эдварда Гиббона «История упадка и разрушения Римской империи».
Иногда он писал под псевдонимом Джон П. Грайер (John P. Grier), который он позаимствовал у чистокровной верховой лошади, чемпиона начала XX века.